# Моравски орашак
Моравски орашак, или моравски водени орах, био је ендемична врста Поморавља.
| Црвена књига флоре Србије                                                                                      |
| Овај таксон је убележен у Црвену књигу флоре Србије услед своје угрожености или нестанка са територије Србије. |